# Ademar Braga
Ademar Braga (Rio de Janeiro, DF , 8 de janeiro de 1945) é um técnico de futebol, atualmente exercendo o cargo de treinador de futebol do América do Rio.
Antes de assumir o cargo, foi técnico de equipes como Sheyang da China e da seleção do Irã.
Ademar Braga chegou ao Corinthians por indicação de Carlos Alberto Torres para ser auxiliar de Márcio Bittencourt. Trabalhou também com Antônio Lopes e assumiu a equipe após a saída do treinador campeão brasileiro.
Sua maior vitória, foi no jogo contra a Universidad Católica, do Chile, quando a equipe jogando fora de casa, e com dois jogadores a menos, venceu a partida por 3 a 2. Porém, era o técnico na derrota de 3 a 1 para o River Plate, no Pacaembu.
Depois da perda da Taça Libertadores da América, permaneceu por mais dois jogos, quando novamente tornou-se auxiliar, desta vez do técnico Geninho. Em 2011, foi anunciado como treinador do  America onde já esteve como superitendente.